# グラン・マルニエ・サイドカー
グラン・マルニエ・サイドカー (Grand Marnier Side Car) は、ブランデーベースのカクテルである。サイドカーのバリエーションの一つで、サイドカーの材料であるホワイト・キュラソーを、グラン・マルニエにかえて作ったカクテル。

## 標準的なレシピ
- ブランデー - 30ml
- グラン・マルニエ  - 15ml
- レモン・ジュース - 15ml

### 作り方
1. シェイカーに材料を全て入れる。
2. シェイクし、カクテル・グラスに注ぐ。

### 備考
- グラン・マルニエ以外のオレンジ・キュラソーを使ったカクテルもサイドカーのバリエーションだが、特に名前は付いていない。
- ホテルニューオータニのメインバー・カプリではグラン・マルニエ・サイドカーを単に「サイドカー」の名前で客に提供をしている[1]。